# Don't Worry (chanson de Madcon)
Singles de Madcon
Visceral
(2014)
Don't Worry est un single musical de groupe norvégien Madcon featuring Ray Dalton sorti en 2015.

## Classements
| Classement (2015)                       | Meilleure position |
| --------------------------------------- | ------------------ |
| Allemagne (Media Control AG)            | 3                  |
| Australie (ARIA)                        | 82                 |
| Autriche (Ö3 Austria Top 40)            | 2                  |
| Belgique (Flandre Ultratop 50 Singles)  | 10                 |
| Belgique (Flandre Ultratop 50 Airplay)  | 16                 |
| Belgique (Flandre Ultratop 50 Dance)    | 19                 |
| Belgique (Flandre Ultratip 100)         | 5                  |
| Belgique (Wallonie Ultratop 50 Airplay) | 1                  |
| Belgique (Wallonie Ultratop 50 Dance)   | 1                  |
| Belgique (Wallonie Ultratop 50 Singles) | 19                 |
| Tchéquie (IFPI Rádio)                   | 1                  |
| Danemark (Tracklisten)                  | 5                  |
| Espagne (PROMUSICAE)                    | 15                 |
| France (SNEP)                           | 2                  |
| France (SNEP Radio)                     | 4                  |
| France (SNEP Streaming)                 | 11                 |
| Hongrie (Dance Top 40)                  | 18                 |
| Hongrie (Rádiós Top 40)                 | 1                  |
| Hongrie (Single Top 40)                 | 10                 |
| Irlande (IRMA)                          | 63                 |
| Italie (FIMI)                           | 6                  |
| Pays-Bas (Nederlandse Top 40)           | 3                  |
| Pays-Bas (Single Top 100)               | 10                 |
| Nouvelle-Zélande (RMNZ)                 | 28                 |
| Norvège (VG-lista)                      | 4                  |
| Pologne (ZPAV)                          | 2                  |
| Slovaquie (IFPI Rádio)                  | 2                  |
| Suède (Sverigetopplistan)               | 14                 |
| Suisse (Schweizer Hitparade)            | 8                  |
| Royaume-Uni (UK Singles Chart)          | 54                 |

## Certification
| Région                                                                                                 | Certification | Ventes/Streams |
| --- | ------------- | -------------- |
| Belgique (BEA)                                                                                         | Or            | 10 000*        |
| *Ventes selon la certification ^Mise en rayon selon la certification xNon précisé par la certification |               |                |